# Patinatge de velocitat en pista curta als Jocs Olímpics d'hivern de 2006 - 500 metres femenins
Als Jocs Olímpics d'Hivern de 2006 celebrats a la ciutat de Torí (Itàlia) es disputà una prova de Patinatge de velocitat en pista curta sobre una distància de 500 metres en categoria femenina que formà part del programa oficial dels Jocs.
La prova es disputà entre els dies 12 i 15 de febrer de 2006 a les instal·lacions del Torino Palavela. Hi participaren un total de 28 patinadores de 17 comitès nacionals diferents.

## Resum de medalles
| Or        | Argent            | Bronze                |
| Wang Meng | Evguènia Radànova | Anouk Leblanc-Boucher |

## Resultats

### Ronda preliminar
Es classifiquen per als quarts de final els dos primers temps de cada ronda.
Ronda 1
| Pos. | Nom             | Temps  | Notes |
| ---- | --------------- | ------ | ----- |
| 1    | Wang Meng       | 45.011 | Q     |
| 2    | Marta Capurso   | 45.217 | Q     |
| 3    | Joanna Williams | 46.857 |       |

Ronda 2
| Pos. | Nom             | Temps  | Notes |
| ---- | --------------- | ------ | ----- |
| 1    | Alanna Kraus    | 45.688 | Q     |
| 2    | Kang Yun-Mi     | 45.755 | Q     |
| 3    | Susanne Rudolph | 46.503 |       |
| 4    | Katalin Kristo  | 46.531 |       |

Ronda 3
| Pos. | Nom               | Temps  | Notes |
| ---- | ----------------- | ------ | ----- |
| 1    | Evguènia Radànova | 45.703 | Q     |
| 2    | Kateřina Novotná  | 46.279 | Q     |
| 3    | Chikage Tanaka    | 46.387 |       |

Ronda 4
| Pos. | Nom                   | Temps          | Notes |
| ---- | --------------------- | -------------- | ----- |
| 1    | Anouk Leblanc-Boucher | 45.929         | Q     |
| 2    | Hyo-Jung Kim          | 46.077         | Q     |
| 3    | Aika Klein            | 57.732         |       |
| -    | Stephanie Bouvier     | desqualificada |       |

Ronda 5
| Pos. | Nom          | Temps    | Notes |
| ---- | ------------ | -------- | ----- |
| 1    | Fu Tianyu    | 45.636   | Q     |
| 2    | Yuka Kamino  | 45.848   | Q     |
| 3    | Rozsa Darazs | 1:10.558 |       |

Ronda 6
| Pos. | Nom            | Temps  | Notes |
| ---- | -------------- | ------ | ----- |
| 1    | Allison Baver  | 45.998 | Q     |
| 2    | Erika Huszar   | 46.113 | Q     |
| 3    | Yun Jong Suk   | 46.177 |       |
| 4    | Han Yue Shueng | 47.087 |       |

Ronda 7
| Pos. | Nom               | Temps  | Notes |
| ---- | ----------------- | ------ | ----- |
| 1    | Kalyna Roberge    | 45.396 | Q     |
| 2    | Arianna Fontana   | 45.398 | Q     |
| 3    | Liesbeth Mau Asam | 45.500 |       |

Ronda 8
| Pos. | Nom            | Temps          | Notes |
| ---- | -------------- | -------------- | ----- |
| 1    | Jin Sun-Yu     | 45.954         | Q     |
| 2    | Sarah Lindsay  | 46.290         | Q     |
| 3    | Julia Elsakova | 47.726         |       |
| -    | Ri Hyang Mi    | desqualificada |       |

### Quarts de final
Els dos primers de cada quart de final avancen a semifinals. En els Quarts de Final 2 també es repescà la britànica Sarah Lindsay, que fou obstaculitzada durant la seva carrera.
Quarts de final 1
| Pos. | Nom                   | Temps  | Notes |
| ---- | --------------------- | ------ | ----- |
| 1    | Fu Tianyu             | 44.760 | Q     |
| 2    | Anouk Leblanc-Boucher | 44.821 | Q     |
| 3    | Arianna Fontana       | 44.948 |       |
| 4    | Erika Huszar          | 45.382 |       |

Quarts de final 2
| Pos. | Nom           | Temps          | Notes |
| ---- | ------------- | -------------- | ----- |
| 1    | Wang Meng     | 45.257         | Q     |
| 2    | Allison Baver | 53.135         | Q     |
| 3    | Sarah Lindsay | 1:01.289       |       |
| -    | Kang Yun-Mi   | desqualificada |       |

Quarts de final 3
| Pos. | Nom               | Temps  | Notes |
| ---- | ----------------- | ------ | ----- |
| 1    | Evguènia Radànova | 44.252 | Q     |
| 2    | Marta Capurso     | 44.438 | Q     |
| 3    | Alanna Kraus      | 45.172 |       |
| 4    | Hyo-Jung Kim      | 45.339 |       |

Quarts de final 4
| Pos. | Nom              | Temps  | Notes |
| ---- | ---------------- | ------ | ----- |
| 1    | Kateřina Novotná | 45.596 | Q     |
| 2    | Kalyna Roberge   | 45.710 | Q     |
| 3    | Jin Sun-Yu       | 46.428 |       |
| 4    | Yuka Kamino      | 47.356 |       |

### Semifinals
Es classifiquen per a la final A els dos millors temps de cada semifinal, alhora que els altres dos temps es classifiquen per la final B. El cinquè temps de semifinal 1 no avançà a la final B.
Semifinal 1
| Pos. | Nom                   | Temps  | Notes |
| ---- | --------------------- | ------ | ----- |
| 1    | Fu Tianyu             | 45.130 | QA    |
| 2    | Anouk Leblanc-Boucher | 45.234 | QA    |
| 3    | Allison Baver         | 45.512 | QB    |
| 4    | Kateřina Novotná      | 45.718 | QB    |
| 5    | Sarah Lindsay         | 46.060 |       |

Semifinal 2
| Pos. | Nom               | Temps  | Notes |
| ---- | ----------------- | ------ | ----- |
| 1    | Wang Meng         | 44.650 | QA    |
| 2    | Evguènia Radànova | 44.711 | QA    |
| 3    | Kalyna Roberge    | 44.960 | QB    |
| 4    | Marta Capurso     | 45.204 | QB    |

### Finals
Final A
| Pos. | Nom                   | Temps          |
| ---- | --------------------- | -------------- |
| 1    | Wang Meng             | 44.345         |
| 2    | Evguènia Radànova     | 44.374         |
| 3    | Anouk Leblanc-Boucher | 44.759         |
| -    | Fu Tianyu             | desqualificada |

Final B
| Pos. | Nom              | Temps  |
| ---- | ---------------- | ------ |
| 1    | Kalyna Roberge   | 46.605 |
| 2    | Marta Capurso    | 46.899 |
| 3    | Kateřina Novotná | 55.378 |
| 4    | Allison Baver    | 55.689 |

1. ↑  (anglès) Wang gives China first Games gold